# Expédition de Kurz bin Jabir Al-Fihri
L’expédition de Kurz bin Jabir Al-Fihri  se déroula en février 628 AD, 10e mois de 6AH du calendrier Islamique,. 
L’attaque fut lancée contre huit voleurs qui tuèrent un musulman. Les musulmans capturèrent les voleurs et les crucifièrent (selon les sources Islamiques),. Le verset Coranique 5:33 concernant la punition de ceux qui faisaient de mauvaises choses sur le territoire, fut mentionné dans le cet événement,.